# Arthur J. Freeman
Arthur Jay Freeman (* 6. Februar 1930 in Lublin; † 7. Juni 2016) war ein US-amerikanischer theoretischer Physiker (Festkörperphysik, Magnetismus).

## Leben
Freeman kam 1937 in die USA. Er studierte am Massachusetts Institute of Technology mit dem Bachelor-Abschluss 1952 und der Promotion bei John C. Slater 1956 (Dissertation: The electronic energy of the OH molecule). Danach war er 1952 bis 1956 Assistent am MIT, 1955/56 Instructor an der Brandeis University und 1956 bis 1962 Physiker an der US Army Materials Research Agency in Watertown (Massachusetts). Ab 1962 war er wieder am MIT als Associate Director des National Magnetic Laboratory (NML), wo er Associate Director und Leiter der Theoriegruppe wurde. 1967 wurde er Professor und Vorstand der Physik-Abteilung der Northwestern University. Er blieb bis 1972 Vorstand und wurde 1983 Morrison Professor. 2014 setzte er sich endgültig zur Ruhe.
1959 bis 1961 war er Lecturer an der Northeastern University.

## Werk
Freeman war ein Pionier in der Quantensimulation komplexer magnetischer und supraleitender Materialien mit Dichtefunktionaltheorie auf Hochleistungsrechnern, insbesondere auch für neuartige Quantenmaterialien. Dabei wird von der grundlegenden atomaren Struktur ausgegangen (Hamiltonian mit Struktur und Wechselwirkung der Atome und ihrer Elektronen) und als Ergebnis erhält man verschiedene Konstante zur Beschreibung der Materialien. Das können Kräfte sein (bei Berechnungen zur geometrischen Optimierung und Mechanik) Kraftkonstanten (Gitterdynamik), Spin-Spin-Wechselwirkung (Magnetismus im Heisenberg-Modell und ähnlichen Modellen) und Paarwechselwirkung zwischen Atomen (Isingmodell-basierte Berechnung von Phasendiagrammen von Temperatur und Zusammensetzung). Die Herangehensweise wird auch prediktive atomistische Theorie realer Materialien (predictive atomistic theory of real solids) genannt und ermöglicht strukturelle, mechanische, elektrische, magnetische und optische Eigenschaften der Materialien zu berechnen. Insbesondere entwickelte er eine sehr genaue Version der Dichtefunktionaltheorie, die FLAPW (full potential, linearized augmented plane-wave).
Seine Berechnungen führten mehrfach zu grundlegenden neuen Einsichten, z. B.:
- erschütterten sie in den 1960er Jahren das freie-Elektronen-Modell der optischen und elektronischen Eigenschaften seltener Erden und trugen zur modernen Sicht auf Übergangsmetalle bei.
- ermöglichten ein neues Verständnis der leichten Actiniden über das f-Band statt über lokalisierte Energieniveaus.
- erklärten das der Intuition zuwiderlaufende Vorzeichen der Hyperfeinwechselwirkung, die in der Mössbauer-Spektroskopie beobachtet wurde, durch die Kern-Polarisierung.
- er sagte verstärkte magnetische Momente an Oberflächen nach, was zur Suche nach neuen magnetischen Oberflächenphänomenen führte und den Glauben an vorgeblich inaktive magnetische Schichten erschütterte. Außerdem setzten seine Untersuchungen zur magnetischen Anisotropie an Oberflächen in den 1990er Jahren neue Standards.
- seine Untersuchungen an Hochtemperatursupraleitern unterstrichen die Bedeutung metallischer und isolierender Ebenen für die elektronischen Eigenschaften im Normalzustand.

Außerdem befasste er sich mit Quantenmechanik von Atomen und Molekülen, elektronischer Bandstruktur von Festkörpern, Theorie des Magnetismus, Hyperfeinstruktur-Wechselwirkung, Kristallfeldtheorie, Neutronen- und Röntgenstreuung, Phonon-Anomalien in Hochtemperatursupraleitern, elektronische Struktur von Oberflächen und Grenzflächen, Adsorbaten an Oberflächen und kohärenten modulierten Strukturen.

## Ehrungen und Mitgliedschaften
Er war Guggenheim Fellow, Fulbright-Hays Fellow (1970/71, als Gastprofessor an der Hebräischen Universität in Jerusalem), erhielt einen Humboldt-Forschungspreis (1977/78 an der TU München), war Fellow der American Physical Society und der American Association for the Advancement of Science. 1991 war er der erste Empfänger der IUPAP Magnetism Award and Néel Medal für Pionierforschung, die er in den letzten fünf Jahren mit besondeer Intensität auf einem sehr „heißen“ innovativen Gebiet durchführte, dem des Magnetismus von Oberflächen, Grenzflächen, Monolagen, ultradünnen Filmen, Sandwich- und modulierten Strukturen (Laudatio). Ebenfalls als Erster erhielt er die Medaille der Materials Research Society für Pionierarbeiten in einlagigem und niedrigdimensionalen Magnetismus (Laudatio).
Er war 1975 Gründungsherausgeber des Journal of Magnetism and Magnetic Materials. Mit einem h-Index von 92 gehört er zu den hochzitierten Wissenschaftlern in der Festkörperphysik.

## Privates
Er war in erster Ehe seit 1952 verheiratet und hatte vier Kinder. In zweiter Ehe war er 25 Jahre mit Doris Caro-Freeman verheiratet.